# شارع النجوم (هونغ كونغ)
شارع النجوم ( الصينية: 星光大道) هو شارع في هونغ كونغ لتكريم نجوم صناعة الأفلام في الصين هو مشابه لشارع نجوم هوليود . يقع الشارع على طول ميناء فيكتوريا في تسيم شا تسوى هونغ كونغ 

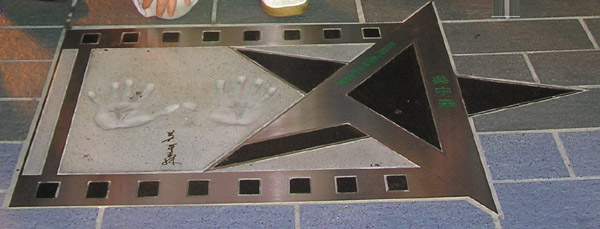
طبعت يد جون وو

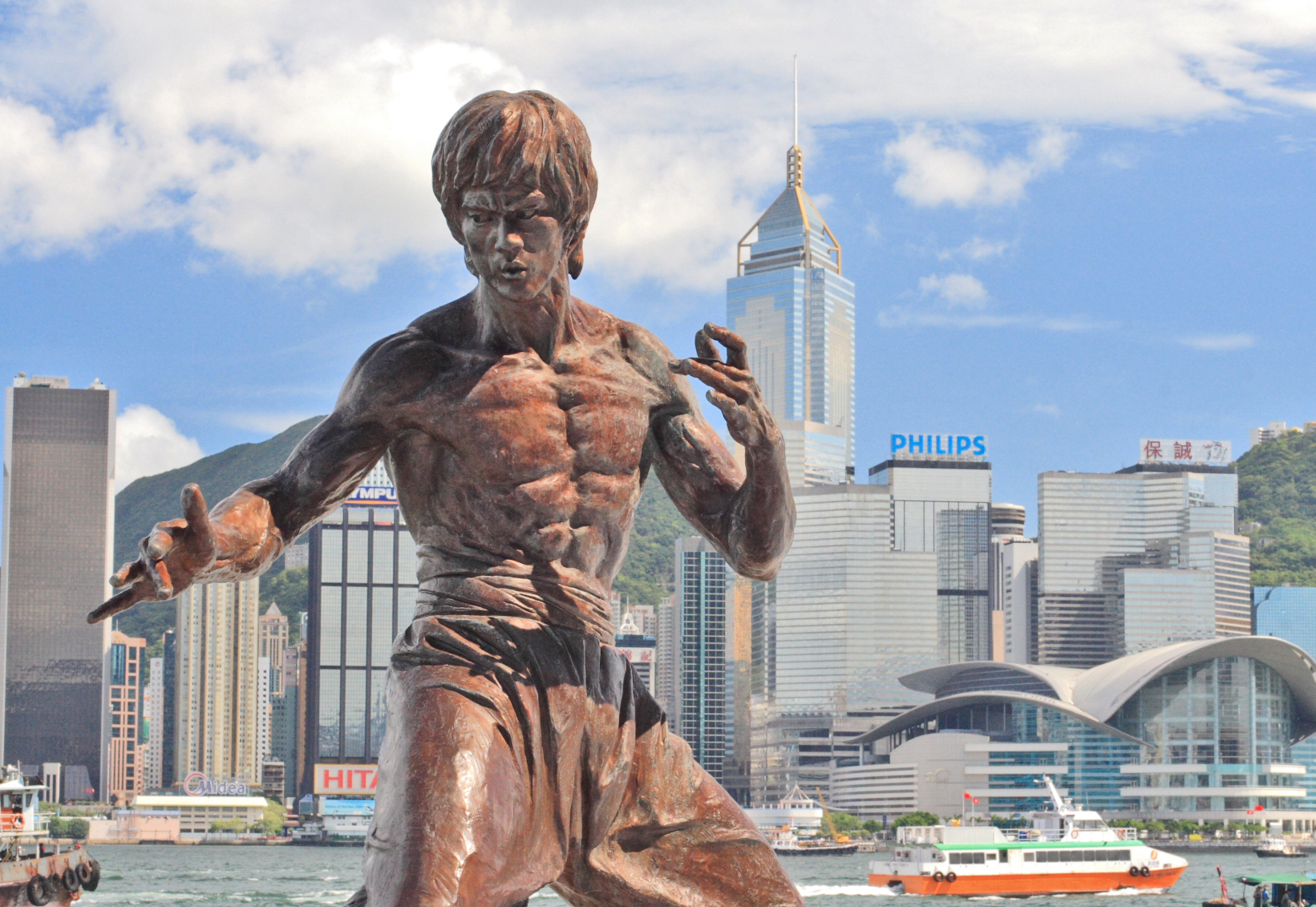
نجم أفلام الفنون قتالية بروس لي